# Forcipomyia neotokunagai
Forcipomyia neotokunagai är en tvåvingeart som beskrevs av Ryszard Szadziewski och Art Borkent 2003. Forcipomyia neotokunagai ingår i släktet Forcipomyia och familjen svidknott. Inga underarter finns listade i Catalogue of Life.